# Delia Garcés

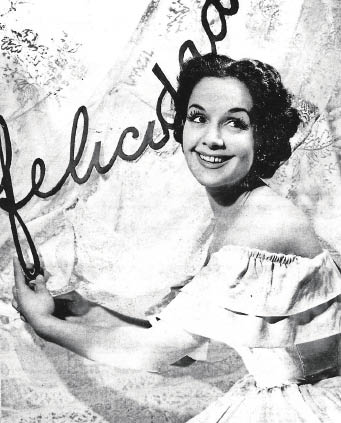
Delia Garcés - 1944

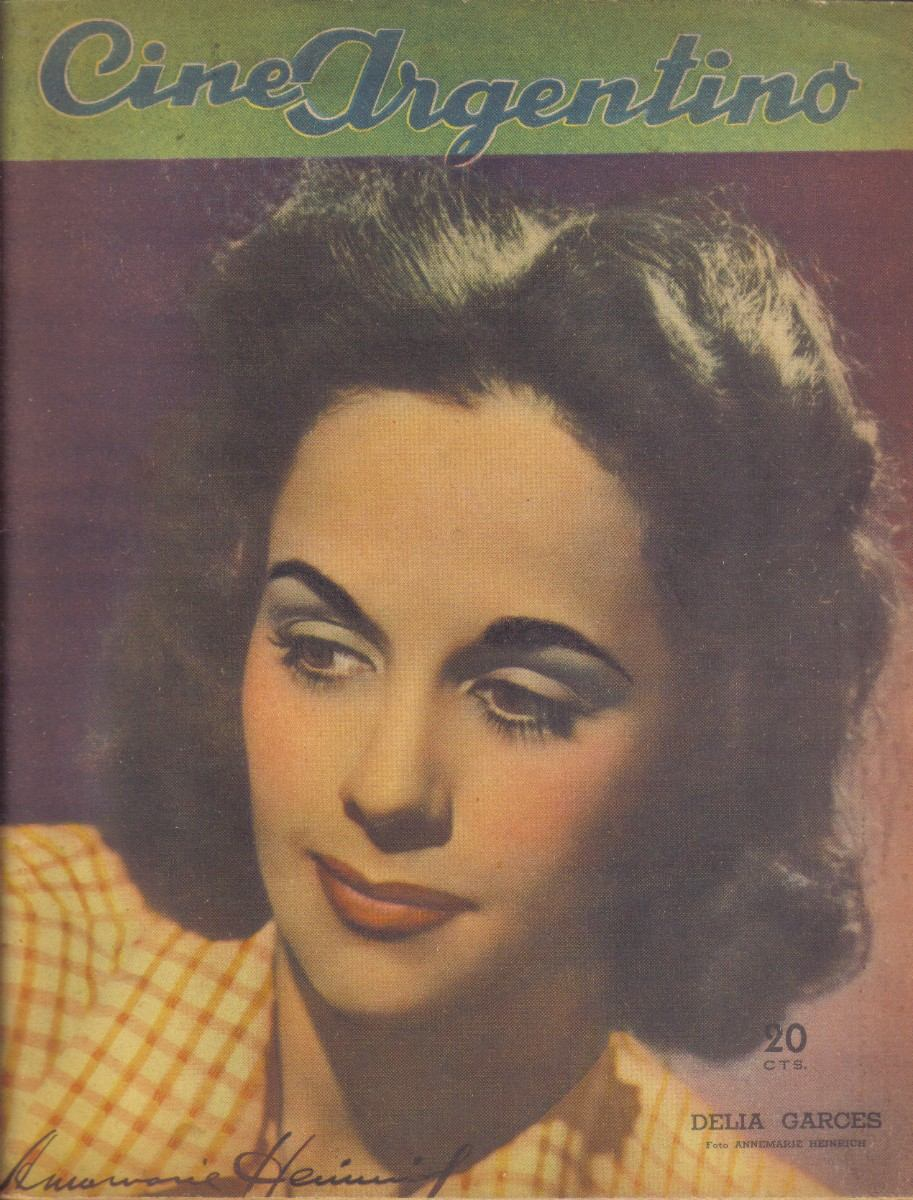
Delia Garcés fotografiada por Annemarie Heinrich

Delia Amadora García, conocida artísticamente como Delia Garcés (Buenos Aires; 13 de octubre de 1919 - 7 de noviembre de 2001) fue una actriz cinematográfica argentina. De gran belleza física y notables dotes histriónicas, se destacó con frecuencia en papeles de "dama ingenua", y trabajó también en teatro, radio y televisión. Fue una de las máximas estrellas de la Época de Oro del cine argentino. junto a Zully Moreno, Amelia Bence, Tita Merello, Mirtha Legrand, Mecha Ortiz, Niní Marshall, María Duval, entre otras.

## Biografía

### Inicios y estrellato
Comenzó a actuar a los ocho años mientras asistía a la escuela como alumna del Teatro Infantil Labardén. Se capacitó en el Conservatorio Nacional de Música y Arte Escénico y mostró sus primeras dotes artísticas como principiante de la Comedia Nacional en el Teatro Nacional Cervantes. Compartió sus estudios en el Conservatorio Nacional con otras destacadas estrellas como: Fanny Navarro, Malisa Zini, y Nury Montsé.
La gran figura que -de pequeña- soñaba ser, recién logró alcanzarla cuando debutó en la pantalla grande.
Ella misma lo supo reconocer (aunque manifestó su preferencia por el teatro) cuando expresó públicamente las siguientes palabras: "Comprendo que el cine me dio popularidad, porque es un poderoso vehículo de difusión. Pero soy una rata de teatro, ése es el trabajo de mi verdadera vocación".
Con su papel en la película Veinte años y una noche (melodrama del cine argentino de todos los tiempos),[cita requerida] dirigida por su esposo, Alberto de Zavalía, alcanzó la cúspide de popularidad.
En la citada película trabajó junto al galán español Pedro López Lagar, quien fuera posteriormente su compañero en otras producciones.
Bajo la dirección de su esposo realizó un nutrido número de filmes que la ubicaron como una de las actrices más destacadas del cine argentino.

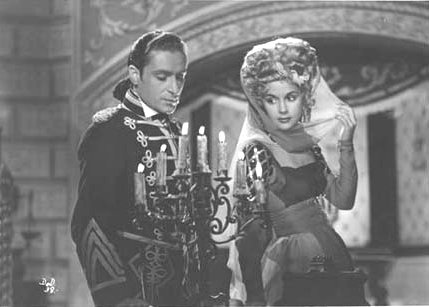
Delia Garcés en el filme La Dama Duende (1944).

 Ante la imposibilidad de trabajar en la radio y el cine de su país por ser una de las artistas prohibidas por el gobierno peronista comenzó en 1951 una gira por Latinoamérica -junto a su esposo- con una compañía teatral. Instalándose en 1956 en México. También estuvo trabajando en España y Francia, con reconocido éxito. Trabajo filmes como Muchachas que estudian, La vida de Carlos Gardel, Dama de compañía, Concierto de almas, Malambo, La maestrita de los obreros, La dama duende y Casa de muñecas, entre otros.
Filmó junto a Arturo de Córdova la afamada película Él; que Luis Buñuel rodó en México en el año 1952 y cuyo elenco se completaba con: Aurora Walker, Carlos Martínez Baena, Manuel Dondé, Rafael Banquells y otros.

### Retorno e incursión en la televisión
De regreso a la Argentina incursionó en la televisión, logrando destacadas interpretaciones, dignas de su capacidad actoral pero dedicó su mayor energía al teatro.
Formada teatralmente por Antonio Cunill Cabanellas, dejó el cine y la década del 1960 la consagró al teatro, en el que era recordada por previas actuaciones en Ondine de Jean Giraudoux, La novia de arena de Homero Manzi y Claudia de Rosa Franken dirigida por Alberto de Zavalía, su último trabajo antes de partir al exilio fueron en el Teatro Odeón y en el Teatro General San Martín integrando la Comedia Nacional hasta 1966 en Otra vuelta de tuerca, El otro yo de Marcela, Santa Juana de Bernard Shaw, El cuarto en que se vive de Graham Greene y su labor cumbre según los críticos - Ernesto Schoo entre otros - en El jardín de los cerezos de Antón Chéjov, dirigida por Jorge Petraglia que marcó su adiós definitivo al escenario y virtual desaparición de todos los medios.
Su nombre apareció en la lista de prohibidos de la dictadura militar argentina en 1979.

### Retiro
En su retiro se ocupó incansablemente de los actores como parte de la junta directiva del Fondo Nacional de las Artes.
En 1994, a los 75 años, reapareció fugazmente en televisión por el deceso de Daniel Tinayre junto a su amiga Mirtha Legrand.
En octubre de 2001 fue merecedora del primer instituido Premio ACE de Platino a la trayectoria por la Asociación de Cronistas del Espectáculo, falleciendo dos semanas después del evento, por complicaciones cardíacas. Sus restos fueron cremados y las cenizas esparcidas en su propiedad de Santa Fe.

## Premios recibidos
- Premio ACE de Platino 2001 por la Asociación de Cronistas del Espectáculo.
- Torre Nilsson.
- Mecenas.
- Premio Pablo Podestá 1995.
- Premio Cóndor de Plata a la mejor actriz (1957).
- Mejor actriz por la Academia de Artes y Ciencias Cinematográficas de la Argentina (1941 y 1942).
- Imposición de su nombre a una sala cinematográfica.

## Filmografía en Argentina
- Alejandra (1956)
- Mi marido y mi novio (1955)
- El otro yo de Marcela (1950)
- De padre desconocido (1949)
- El hombre que amé (1947)
- El gran amor de Bécquer (1946)
- Rosa de América (1946)
- La dama duende (1944)
- Casa de muñecas (1943)
- Malambo (1942)
- Concierto de almas (1942)
- La maestrita de los obreros (1942)
- Veinte años y una noche (1941)
- Dama de compañía (1940)
- Muchachas que estudian (1939)
- Gente bien (1939)
- La vida de Carlos Gardel (1939)
- Alas de mi patria (1939)
- Doce mujeres (1939)
- Kilómetro 111 (1938)
- Villa Discordia (1938)
- Maestro Levita (1938)
- Melgarejo (1937)
- Viento Norte (1937)
- ¡Segundos afuera! (1937)

## Filmografía en España
- Rebeldía (1954)

## Filmografía en México
- Él (1953), dirigida por Luis Buñuel
- Lágrimas robadas (1954)